# Dance pop
El dance pop es un género de música pop orientada al dance que se originó a principios de los años 1980. Desarrollándose a partir del post-disco, new wave, synth pop y house, es una música de ritmo animado idónea para discotecas con la intención de ser bailables, aunque es también apta para «radiofórmulas». El dance pop se caracteriza generalmente por poseer un ritmo o beat fuerte y una estructura sencilla, más similar a la canción pop que las que pueden tener otras formas de música dance, con un énfasis en las melodías y en los estribillos pegadizos. En cuanto a los sonidos, utiliza mayoritaria o totalmente instrumentos electrónicos (sintetizador, caja de ritmos, etc.) El género es normalmente impulsado desde el lado del productor, aunque hay notables excepciones.
El dance pop es conocido por ser altamente ecléctico y ha tomado prestado influencias de otros géneros, que variaban por el productor, artista y período. Tales incluyen R&B contemporáneo, house, trance, techno, electropop, new jack swing, funk, synth pop, europop y algunas formas de la música disco. Siendo sobre todo un género mainstream influido por el pop, el sonido de dance pop a menudo estuvo influido por el período.
Un estilo muy próximo al dance pop es el eurodance, producido inicialmente en Europa y con artistas como Culture Beat, La Bouche, Pandora Fun Factory, Real McCoy, Gala y otros. En España han destacado en el dance pop cantantes como Marta Sánchez, Mónica Naranjo, Alaska y Soraya Arnelas.

## Historia

### Años 1980
Como el término "disco" comenzó a pasar de moda a finales de los años 1970 hasta principios de los 80s, otros términos se utilizaron comúnmente para describir la música basada en el disco, como "post-disco", "club", "dance" o "dance pop". Estos géneros fueron, en esencia, una variante más moderna de la música disco conocida como post-disco, que tendía a ser más experimental, electrónica e impulsada por el productor o DJ, a menudo utilizando secuenciadores y sintetizadores.
La música dance pop surgió en la década de 1980 como una forma de dance o post-disco, que era uptempo, de carácter de club, impulsada por el productor y pegadizo. El dance pop fue más uptempo y bailable que el pop regular, sin embargo, más estructurada y de menos forma libre de la música dance, usualmente combinando una estructura fácil de pop y melodías pegadizas con un fuerte ritmo de dance y naturaleza up-tempo. La música dance pop fue creada, por lo general, compuesta y producida por los productores discográficos que luego contratarían a cantantes para interpretar las canciones.
A principios de los años 1980, la música disco era un anatema para el pop general. Según el destacado crítico de Allmusic, Stephen Thomas Erlewine, Madonna tuvo un papel muy importante en la popularización de la música dance como música mainstream, utilizando su carisma, descaro y atractivo sexual. Erlewine afirmó que Madonna «lanzó el dance pop» y estableció el estándar para el género durante las próximas dos décadas. Como la principal compositora de su álbum debut homónimo y coproductora de su tercer disco, True Blue, la insistencia de Madonna en participar en todos los aspectos creativos de su trabajo era muy inusual para una vocalista de dance pop en ese momento. El personal de la revista Vice declaró que su álbum debut «atrajo el plano para el futuro dance pop».
En la década de 1980, el dance pop estaba estrechamente alineado con otros géneros electrónicos uptempo, como Hi-NRG. Los productores prominentes en la década de 1980 incluyeron a Stock, Aitken & Waterman, quienes crearon artistas de Hi-NRG/dance pop como Kylie Minogue, Dead or Alive y Bananarama. Durante la década, el dance pop tomó prestadas influencias del funk (por ejemplo, Michael Jackson y Whitney Houston), new jack swing (por ejemplo, Janet Jackson y Paula Abdul), y R&B contemporáneo. Otros artistas y grupos de dance pop prominentes de la década de 1980 incluyen a Pet Shop Boys, Mel and Kim, Samantha Fox, Debbie Gibson y Tiffany.

### Años 1990
Para la década de 1990, el dance pop se había convertido en un género importante en la música popular. Varios grupos y artistas de dance pop surgieron durante la década, como las Spice Girls, Britney Spears, Christina Aguilera, Jessica Simpson, los Backstreet Boys y *NSYNC. El dance pop tomó prestado influencias de otros géneros, que variaban por el productor, el artista y el período, tales incluyen house, techno y synth pop. Siendo principalmente un género mainstream influido por el pop, el sonido de dance pop a menudo estaba influido por el período. A principios de la década, el dance pop tomó prestadas influencias de la música house (por ejemplo «I'm Too Sexy» de Right Said Fred; Soul Dancing de Taylor Dayne; «Vogue», «Rescue Me» y «Deeper and Deeper» de Madonna), así como R&B contemporáneo y new jack swing (por ejemplo, «I Love Your Smile» de Shanice).
A finales de los años 1990, las influencias electrónicas se hicieron evidentes en la música dance pop; El álbum críticamente aclamado y comercialmente exitoso, Ray of Light (1998) de Madonna, incorporó techno, trance y otras formas de música electrónica de baile, trayendo a la electrónica en la corriente principal de dance pop. Además, también en 1998, Cher lanzó una canción dance pop llamada «Believe», que hizo uso de una innovación tecnológica de la época, Auto-Tune. Céline Dion también lanzó una canción dance pop, «That's the Way It Is» a finales de 1999. Cuenta con un tempo moderadamente lento, pero es una canción upbeat. Un procesador de audio y una forma de software de modificación de tono, se utilizó comúnmente como una forma de corregir el tono, así como para crear un efecto especial. Desde la década de 1990, el Auto-Tune se convirtió en una característica común de la música dance pop.

### Años 2000
A principios de la década de 2000, la música dance pop todavía era prominente y altamente electrónica en estilo, influido por géneros como el trance, house, techno y electro. Sin embargo, como el R&B y el hip hop se hicieron muy populares desde la primera parte de la década en adelante, el dance pop a menudo tomaba prestado una gran cantidad de sus influencias de la música urbana. Estrellas de dance pop de los años 1980 y 1990, como Britney Spears, Christina Aguilera, Madonna, Janet Jackson y Kylie Minogue siguieron logrando éxito a principios de la década. Mientras que una gran cantidad de dance pop en ese momento estaba influido por el R&B, muchas grabaciones comenzaron a regresar a sus raíces de disco. Álbumes de Kylie Minogue como Light Years (2000) y Fever (2001) contenían influencias de disco, o una nueva versión del siglo XXI del género conocido como nu-disco; sencillos exitosos como «Spinning Around» (2000) y «Can't Get You Out of My Head» (2001) también contenían rastros de disco. En el caso de Madonna, su álbum Music (2000) contenía elementos de la música eurodisco, en especial el exitoso primer sencillo del mismo nombre. Sin embargo, no fue sino hasta la parte media y final de la década en que la música dance pop volvió en gran medida a sus raíces de disco; esto se puede ver con el álbum Confessions on a Dance Floor (2005) de Madonna, que tomó prestado fuertes influencias del género, sobre todo de artistas y bandas de los años 1970, como ABBA, Giorgio Moroder, Bee Gees y Donna Summer. El álbum Blackout (2007) de Britney Spears contenía influencias de eurodisco.
Desde mediados hasta finales de la década de 2000, se vio la llegada de varios nuevos artistas dance pop, incluyendo a Rihanna, Kesha, Lady Gaga y Katy Perry. Este período de tiempo también vio el regreso del dance pop a sus raíces más electrónicas además de los de disco, con fuertes influencias de synth pop y electropop. Sencillos de Rihanna en el género dance pop, incluyendo a «Don't Stop the Music» (2007) y «Disturbia» (2008), contenían influencias electrónicas, el primero de los cuales tiene elementos de la música house, el segundo, electropop. Los sencillos de Lady Gaga, «Just Dance» (2008) y «Poker Face» (2008) también estuvieron fuertemente influido por el synth pop y electropop. El sencillo debut de Kesha, «Tik Tok», (2009) también fue altamente electrónico en estilo y emplea un ritmo de videojuego. Los sencillos «Hot n Cold» (2008), «California Gurls» (2010), y «Firework» (2010) de Katy Perry, que fueron grandes éxitos comerciales, también presentaron influencias de electropop y música house.

### Años 2010
La década de 2010 hasta la fecha tiene, de manera similar a finales de los años 2000, fuertes influencias electrónicas presentes dentro del dance pop y también un gran énfasis en ritmos de batería y bajo. Artistas dance pop como Britney Spears, Katy Perry, Lady Gaga, Kesha, Madonna, Christina Aguilera, Usher y Rihanna continúan siendo populares y varios artistas nuevos dentro del género tienen o están empezando a surgir. Los álbumes Red (2012), 1989 (2014) y Reputation (2017) de la cantante de country pop, Taylor Swift, contienen un sonido más influenciado por el pop que cuenta con la producción de los productores de dance pop, Max Martin y Shellback. El sencillo «Problem» de Ariana Grande fue un gran éxito en 2014.

## Características
El dance pop generalmente contiene varias características notables, que se enlistan aquí:
- Uptempo, música animada para discotecas, con una naturaleza bailable.
- Canciones pegadizas con una estructura fácil basada en el pop.
- Un fuerte énfasis en pulsos, grooves y ritmos.
- Ganchos prominentes.
- Letras simples.
- Producciones pulidas.